# Arón Piper
Arón Julio Manuel Piper (n. 29 martie 1997, Berlin, Germania) este un actor germano-spaniol, cunoscut în special pentru rolul său în serialul Elita.

## Biografie
Piper s-a născut în Berlin, Germania. Tatăl lui este german, iar mama sa este spaniolă. Când Piper avea 5 ani, el și familia sa s-au mutat în Spania. El a studiat actoria și regia. Acesta poate vorbi 4 limbi: spaniola, catalana, germana și engleza.
1. ↑   https://www.youtube.com/watch?v=GdUXhrd-fjs&pp=ygUUbGEgcmVzaXN0ZW5jaWEgcGlwZXI%3D Lipsește sau este vid: |title= (ajutor)